# 大内兵衛
大内 兵衛（おおうち ひょうえ、1888年〈明治21年〉8月29日 - 1980年〈昭和55年〉5月1日）は、大正・昭和期の日本のマルクス経済学者。専攻は財政学。日本学士院会員。元東京大学教授、法政大学総長。

## 来歴
兵庫県三原郡高田村（町村制後：松帆村、現：南あわじ市松帆脇田）出身。旧制洲本中学校（当時の在校生に川路柳虹、高木市之助がいた）、第五高等学校を経て東京帝国大学法科大学経済学科（現：経済学部）を首席で卒業（1913年に銀時計受領）。
東京帝大卒業後は大蔵省に書記官として入省（大臣官房銀行課〈後：銀行局、現：金融庁監督局〉配属）。1919年に東京帝大経済学部が新設され、助教授に着任。財政学を担当した。1920年森戸事件に連座して失職し、大原社会問題研究所嘱託となり、マルクス主義を本格的に学ぶ。翌年ヨーロッパへ私費留学してハイデルベルク大学に入学。1923年東京帝大に復職。
1938年、労農派教授グループ事件で検挙・起訴され、大学は休職となる。1944年の第二審において無罪となったが、終戦まで東大への復職はかなわなかった。
GHQの占領時には、当時大蔵大臣だった渋沢敬三が、日銀顧問に迎え、東京裁判でも証言台に立った。1945年10月17日、ラジオで、政府の戦時債務打ちきりのため蛮勇を振え、と渋沢蔵相に呼びかけた。
同年11月4日、東京帝国大学経済学部教授会は大内の復職を決定した。1949年に東大経済学部を退官した後、1949年に設置された社会保障制度審議会の初代会長を1971年まで務め、1950年の生活保護法、国民皆保険（1956年）や国民皆年金（1958年）など多くの社会保障制度の設立を勧告した。当時の内閣総理大臣であった吉田茂や鳩山一郎からの大蔵大臣への就任要請を断ったとされる。
1950年より1959年まで法政大学総長であった。向坂逸郎と共に社会主義協会・社会党左派の理論的指導者の一人として活躍した。1955年5月から6月にかけて日本学術会議のソ連・中国学術視察団に加わった。
1957年8月13日、岸信介政権は自主憲法制定ないしは憲法改正を目指し、憲法調査会法にもとづく「憲法調査会」を設置した。これを受けて1958年6月8日、大内、宮澤俊義、我妻栄、清宮四郎、茅誠司、恒藤恭、矢内原忠雄、湯川秀樹ら8人が発起人となり「憲法問題研究会」が結成された。50人あまりの知識人が同研究会に集まり、大内が代表世話人を務めた。

愛弟子の美濃部亮吉の都知事選初当選を喜ぶ大内。その後ろにいるのが美濃部（1967年4月16日）

1967年の東京都知事選挙においては門下の美濃部亮吉を強く支持。選挙母体である「明るい革新都政をつくる会」（革新都政をつくる会の前身）の代表理事を務めた。当選後も美濃部都政を助けるなど、実践面でも社会主義を貫いた。

## 人物
- 傾斜生産方式で日本の経済復興を促進させた有沢広巳は門下である。
- ソ連・中国学術視察団を経て、大内は社会主義について、「私も社会主義を勉強すること実に40年であるが、なにぶん進歩がおそく、社会主義がユートピアであるか科学であるかは、今まではっきりわからなかった。しかし、ここへ来て、いろいろの見学をして見て、それが科学であることはしかとわかった」と述べた[18]。また、経済学の分野に関しては「ロシアの経済学は二十世紀の後半において進歩的な特色のある学問として世界の経済学界で相当高い地位を要求するようになるだろう。……こういう歴史の変革のうちに経済学者としていよいよ光彩を加える名はレーニンとスターリンでありましょう」と、ソ連の計画経済を高く評価し、レーニン、スターリンの両名を経済学者として激賞した[18]。しかし、ソ連の社会主義経済はその後30年あまりで崩壊することとなる。
- ハンガリー動乱について社会主義擁護の視点から、「ハンガリアは（米・英・日と比べて）政治的訓練が相当低い。そのためハンガリアの民衆の判断自体は自分の小さい立場というものにとらわれて、ハンガリアの政治的地位を理解していなかったと考えていい」、「ハンガリアはあまり着実に進歩している国でない。あるいはデモクラシーが発達している国ではない。元来は百姓国ですからね。」と、ソ連の圧政に対して蜂起したハンガリーの国民を批判的に論じた[19]。
- 東大安田講堂事件について論じた論文「東大は滅してはならない」（雑誌「世界」1969年3月号）で、「大学という特殊部落」という表現の記述があり、部落解放同盟の追及を受けたことがある（同誌3月号は回収し、4．5月号で謝罪）。
- 次男大内力も、同じくマルクス経済学者で元東京大学経済学部教授・副総長だった。
- 東京大学経済学部には現在でも彼の名前を冠した「大内兵衛賞」が存在し、極めて優れた卒業論文を提出した学生が表彰されている。他に、吉田茂に請われ政府統計委員会委員長として戦後の統計の再建に尽力した業績を記念し「大内賞」というものもあり、統計界の最高栄誉とされている。
- 法政大学には大内の名前を冠した「大内山庭園」があり、学生の憩いの場となっている。また2019年に、市ヶ谷キャンパスに完成した新校舎は「大内山校舎」と命名された[20]。

## 岩波『世界』回収事件
岩波書店発行『世界』1969年3月号の巻頭論文「東大を滅ぼしてはならない」の中で、大内はこのように所感を述べた。
この「特殊部落」という表現に対し、部落解放同盟の朝田善之助らは『世界』編集部と大内に激しく抗議し、謝罪文など多くの措置を約束させた。
この結果、岩波書店は『世界』3月号を書店から回収する措置に踏み切り、翌4月号では編集部と大内の謝罪文を掲載した。
さらに、岩波書店は1969年5月に『広辞苑』第2版の「部落」の項を大幅に改訂させられることになった。
第1版
第2版

大内の事件から1年ほどのあいだに、岩波書店では部落解放同盟から数回抗議を受け、1970年7月には編集部長名で全社に「差別用語を死語とし、一切使わない。歴史的記述は伏字にする」という通達を出した。労組や職場ではこの通達に反対の空気も強かったという。

## 略歴
- 1913年 東京帝国大学法科大学経済学科卒業、大蔵省入省
- 1919年 東京帝国大学経済学部助教授（財政学）
- 1920年 森戸事件に連座して失職、大原社会問題研究所嘱託となる
- 1921年 私費でヨーロッパ留学
- 1923年 東京帝国大学経済学部復職、教授となる
- 1938年 人民戦線事件で検挙、休職
- 1944年 同事件無罪確定、大学辞職
- 1945年 東京大学復職
- 1947年 経済学博士 学位論文「財政学大綱」
- 1949年 東京大学定年退官
- 1950年 法政大学総長に就任
- 1953年 日本統計学会会長に就任[22]
- 1959年 法政大学総長を退任、経済理論学会代表幹事に就任[23]
- 1965年 勲一等瑞宝章受章
- 墓所は多磨霊園。

## 著作
- 『英国の労働党に就て』新日本同盟, 1925
- 『現代イギリスの政治過程』同人社書店, 1925
- 『財政学大綱』上,中巻 岩波書店, 1930-31
- 『日本財政論. 公債篇』経済学全集 第22 改造社, 1932
- 『帝国主義戦争と戦後の財政問題 (東京帝国大学経済学部普及講座 岩波書店, 1946
- 『国民生活と財政 (新しき歩みのために 第1) 』岩波書店, 1947
- 『イギリス社会主義の発足』第一出版 1947
- 『サラリーマンの運命 英・獨・日におけるその地位とその運動』同友社, 1947
- 『世界新通貨制度の研究』銀座出版社, 1947
- 『経済学散歩』思索社, 1948
- 『旧師旧友』岩波書店, 1948
- 『スイス紀行 世界の問題』朝日新聞社, 1950
- 『戦後日本財政の歩んだ道』時事通信社, 1951
- 『私の履歴書』黄土社書店, 1951
- 『学生諸君 諸君の運命と使命』法政大学出版局, 1951
- 『経済学』(岩波全書 岩波書店, 1951
- 『経済学』法政大学出版局, 1951
- 『婦人の経済学』(岩波婦人叢書)岩波書店, 1953
- 『風物・人物・書物』黄土社, 1954
- 『社会主義はどういう現実か ソ連・中国旅日記』(岩波新書) 1956
- 『我・人・本』岩波書店, 1958
- 『経済学五十年』東京大学出版会, 1959
- 『日本の曲り角』文芸春秋新社, 1961
- 『高い山 人物アルバム』岩波書店, 1963
- 『マルクス・エンゲルス小伝』岩波新書 1965
- 『実力は惜しみなく奪う』文芸春秋新社, 1965
- 『河上肇』(筑摩叢書)筑摩書房, 1966
- 『現代・大学・学生』法政大学出版局, 1967
- 『一九七〇年』岩波書店, 1969
- 『忘れ得ぬ人びと』(角川選書)角川書店, 1969
- 『白雲幽石』(現代日本のエッセイ) 毎日新聞社, 1973
- 『大内兵衛著作集』全12巻　岩波書店、1974-75

第1巻 (財政学大綱) 1974
第2巻 (日本公債論)  1974
第3巻 (昭和財政史) 1975
第4-7巻 (日本と世界の政治と経済)  1975
第8巻 (経済学)  1975
第9巻 (経済学散歩) 1975
第10巻 (マクルス・エンゲルス・レーニン) 1975
第11巻 (高い山白い雲) 1975
第12巻 (学ぶにしかず)  1975
- 『稲村が崎より』社会主義協会出版局, 1976
- 『憲法と社会主義』社会主義協会出版局, 1980

### 共編著
- 『明治前期財政経済史料集成』全21巻 土屋喬雄共編. 改造社, 1931-1936
- 『唯物史観 第4』向坂逸郎共編. 河出書房, 1948
- 『日本経済の前途』一万田尚登, 大内兵衛 共述, 有沢広巳司会. 労働文化社, 1949
- 『平和の経済的基礎』森戸辰男共著. 全国統計協会連合会, 1952
- 『財政学』 (経済学全集 武田隆夫共著. 弘文堂, 1955
- 『老齢者母子の実態 老人問題と国民年金』編. 東洋経済新報社, 1958
- 『戦後における社会保障の展開』編. 至誠堂, 1961
- 『日本財政図説』内藤勝共編. 岩波新書, 1965
- 『日本の裁判制度』我妻栄共著. 岩波新書, 1965

### 翻訳
- ジョン・スチュアート・ミル『婦人解放論 (同人社社会問題叢書 同人社書店, 1923 『女性の解放』大内節子共訳. 岩波文庫 1957
- ロバート・マルサス『人口の原理に関する一論』高野岩三郎共訳. 同人社書店, 1924    『人口の原理』高野岩三郎共訳. 岩波文庫 1935
- カール・カウツキー『マルクス・エンゲルス評伝』櫛田民蔵共訳. 我等社, 1926
- アダム・スミス『国富論』全5冊 (岩波文庫 1940-44
- ウィリアム・ペティ『政治算術』(統計学古典選集 栗田書店, 1941
- ワーグナー『統計学』(統計学古典選集 栗田書店, 1942
- ケムメラー『フィリッピン・マライ貨幣史 (建設選書)訳著. 栗田書店, 1943
- ブレッシアーニ・トウローニ『インフレーションの経済学 マルクの下落に関する研究』日本評論社, 1946
- フリードリヒ・エンゲルス『空想より科学へ 社会主義の発展』(岩波文庫) 1948
- フリードリヒ・エンゲルス『住宅問題』(岩波文庫) 1949
- J.B.コーヘン『戦時戦後の日本経済』岩波書店, 1950-51
- マルクス, エンゲルス『共産党宣言』向坂逸郎共訳. 岩波文庫, 1951
- ペティ『租税貢納論 他一篇』松川七郎共訳. 岩波文庫, 1952
- ペティ『政治算術』松川七郎共訳. 岩波文庫 1955
- アダム・スミス『諸国民の富』松川七郎共訳. 岩波文庫 1959
- 『マルクス=エンゲルス全集』ドイツ社会主義統一党中央委員会付属マルクス=レーニン主義研究所編, 細川嘉六共監訳. 大月書店, 1959
- ハロルド・J.ラスキ『岐路に立つ現代 歴史的論考』大内節子共訳. 法政大学出版局, 1960
- ジョン・レー『アダム・スミス伝』大内節子共訳. 岩波書店, 1972

記念論集
- 『大内兵衛先生還暦記念論文集』有沢広巳,宇野弘蔵, 向坂逸郎編. 岩波書店, 1953-1956